# باوتيستا ألفاريز
باوتيستا ألفاريز (بالإسبانية: Bautista Álvarez)‏ هو سياسي إسباني، ولد في 30 مارس 1933 في سان أمارو في إسبانيا، وتوفي في 16 سبتمبر 2017 في بياريث في إسبانيا بسبب نوبة قلبية. حزبياً، نشط في Galician Nationalist Bloc ‏ وGalician People's Union ‏. وقد انتخب عضو برلمان منطقة غاليسيا ‏.